# Карл Леополд Август фон дер Шуленбург
Карл Леополд Август фон дер Шуленбург (на немски: Karl Leopold August, Graf von der Schulenburg; * 28 май 1831 в Алтенхаузен, Саксония-Анхалт; † 16 февруари 1880 в Нерви при Генуа) е граф от клон „Бялата линия“ на род „фон дер Шуленбург“ в Саксония-Анхалт.
Той е единствен син на граф Хайнрих Фердинанд фон дер Шуленбург (1804 – 1839) и първата му братовчедка графиня Йохана Александра Фридерика Луиза фон дер Шуленбург (1805 – 1865), дъщеря на граф Леополд фон дер Шуленбург (1769 – 1826) и фрайин Мария Кристиана Ернестина Филипина д'Орвиле фон Льовенклау (1774 – 1826). Т

## Фамилия
Карл Леополд Август фон дер Шуленбург се жени за Матилда фон Химен (* 26 април 1831, Хайн; † 1 януари 1906, Алтенхаузен). Те имат четири деца:
- Александер Карл Бернхард Фердинанд фон дер Шуленбург (* 21 февруари 1870; † 9 август 1870)
- Йохана Луиза Матилда Берта фон дер Шуленбург (* 16 декември 1871, Алтенхаузен; † 26 септември 1943, Алтенхаузен), омъжена за Албрехт фон Крозигк (* 26 март 1864, Айхенбарлебен; † 7 септември 1930, Алтенхаузен)
- Август-Карл Ернст Фердинанд фон дер Шуленбург (* 7 януари 1874, Алтенхаузен; † 19 февруари 1956, Бон), женен за фрайин Ерика фон Рихтхофен (* 6 юли 1889, Гучдорф; † 28 януари 1978, Бон); имат два сина
- Аделхайд Хелена Клара Мариа Анна фон дер Шуленбург (* 23 февруари 1877, Алтенхаузен; † 9 март 1880, Нерви)